# Torrent of Desire
Pour plus de détails, voir Fiche technique et Distribution.
Torrent of Desire (慾燄狂流) est un film hongkongais réalisé par Lo Jun et sorti en 1969. 
Il s'agit d'un remake du film Écrit sur du vent (1956).

## Histoire
David Lin (Chiao Chuang), un jeune héritier turbulent, croit s'assagir en épousant Zhu Dan-feng (Jenny Hu), une jeune fille que son meilleur ami Chen Han-ming (Yang Fang), qui en était discrètement amoureux, a fait l'erreur de lui présenter ; cependant divers éléments d'ordre psychologique et familial (dont la jalousie maladive développée à l'encontre de Dan-feng par Mona (Angela Yu Chien), la jeune et sulfureuse sœur de David, elle-même attirée par Han-ming) vont perturber la longue marche des protagonistes vers le bonheur.

## Fiche technique
- Titre original : 慾燄狂流 - Torrent of Desire
- Réalisation : Lo Jun
- Scénario : Ling Hua
- Photographie : Tung Shao-liang
- Musique : Wang Fu-Ling
- Société de production : Shaw Brothers
- Pays d'origine : Hong Kong
- Langue originale : mandarin
- Format : Couleurs - 2,35:1 - Mono - 35 mm
- Genre : drame
- Durée :
- Date de sortie : 1969

## Distribution
- Jenny Hu : Zhu Dan-feng, une jeune fille
- Chiao Chuang : David Lin, un riche héritier décadent
- Angela Yu Chien : Mona Lin, une héritière nymphomane
- Yang Fang : Chen Han-ming, un ami des Lin
- Tien Feng : monsieur Lin
- Ouyang Sha-fei : madame Chen
- Ku Feng : Dr Fang
- Wu Ma : un maître-chanteur
- Chen Hung-lieh : un amant de Mona